# Gerichtsbezirk Krumau
Der Gerichtsbezirk Krumau (tschechisch: soudní okres Krumlov) war ein dem Bezirksgericht Krumau unterstehender Gerichtsbezirk im Kronland Böhmen. Er umfasste Gebiete im Süden Böhmens im Okres Český Krumlov. Zentrum des Gerichtsbezirks war die Stadt Krumau (Krumlov). Das Gebiet gehörte seit 1918 zur neu gegründeten Tschechoslowakei und ist seit 1993 Teil der Tschechischen Republik.

## Geschichte
Die ursprüngliche Patrimonialgerichtsbarkeit wurde im Kaisertum Österreich nach den Revolutionsjahren 1848/49 aufgehoben. An ihre Stelle traten die Bezirks-, Landes- und Oberlandesgerichte, die nach den Grundzügen des Justizministers geplant und deren Schaffung am 6. Juli 1849 von Kaiser Franz Joseph I. genehmigt wurde. Der Gerichtsbezirk Krumau gehörte zunächst zum Kreis Budweis und umfasste 1854 die 55 Katastralgemeinden Attes, Chlum, Ebenau, Goldenkron, Großdrosen, Holubau, Höritz, Hoschlowitz, Kabschowitz, Kirchschlag, Kladen, Kleinuhretschlag, Kossau, Krassau, Krems, Krumau, Lagau, Lobiesching, Lupenz, Maltschitz, Mirkowitz, Mitterzwinzen, Mogney, Mrzitsch, Nespodig, Netrobitz, Neusiedl, Oppalitz, Ottmanka, Passern, Pleschowic, Pohlen, Priethal, Prisnitz, Roisching, Rojau, Ruben, Sabschitz, Sahor, Schöbersdorf, Schestau, Schömmern, Sticks, Teutschmannsdorf, Tischlern, Tritesch, Tweras, Unterzwinzen, Weichseln, Welleschin, Wettern, Zahorkowitz, Zahradka, Zaluzy und Zippndorf. Der Gerichtsbezirk Krumau bildete im Zuge der Trennung der politischen von der judikativen Verwaltung ab 1868 gemeinsam mit den Gerichtsbezirken Kalsching (Chvalšiny) und Oberplan (Planá) den Bezirk Krumau.
Im Gerichtsbezirk Krumau lebten 1869 27.146 Menschen, 1900 waren es 31.445 Personen. Der Gerichtsbezirk Krumau wies 1910 eine Bevölkerung von 32.100 Personen auf, von denen 18.029 Deutsch (56,2 %) und 13.939 Tschechisch (43,4 %) als Umgangssprache angaben. Im Gerichtsbezirk lebten zudem 132 Anderssprachige oder Staatsfremde.
Durch die Grenzbestimmungen des am 10. September 1919 abgeschlossenen Vertrages von Saint-Germain kam der Gerichtsbezirk Krumau vollständig zur neugegründeten Tschechoslowakei, wobei die Gerichtseinteilung bis 1938 im Wesentlichen bestehen blieb. Nach dem Münchner Abkommen wurde das Gebiet dem Reichsgau Oberdonau zugeschlagen. Nach dem Zweiten Weltkrieg wurde das Gebiet Teil des Okres Český Krumlov, zu dem es bis heute gehört. Nachdem die Bezirksbehörden im Zuge einer Verwaltungsreform 2003 ihre Verwaltungskompetenzen verloren, werden diese von den Gemeinden bzw. dem Jihočeský kraj wahrgenommen, zu dem das Gebiet um Krumlov seit Beginn des 21. Jahrhunderts mit anderen Bezirken zusammengefasst wurde.

## Gerichtssprengel
Der Gerichtssprengel umfasste 1910 die 35 Gemeinden Chlum (Chlum), Goldenkron (Zlatá Koruna), Großdrossen (Velká Strašeň), Höritz (Hořice na Šumavě), Holubau (Holubov), Hoschlowitz (Hašlovice), Kirchschlag (Světlík), Kladen (Kladné), Krassau (Krasejovka), Krems (Křemže), Krumau (Krumlov), Lagau (Slavkov), Lobiesching (Lověšice), Maltschitz (Malčice), Mirkowitz (Mirkovice), Mitterzwinzen (Prostřední Svince), Mojnej (Mojné), Mritsch (Mříč), Netrobitz (Netřebice), Opalitz (Opalice), Pohlen (Spolí), Priethal (Přídolí), Prisnitz (Přísečná), Roisching (Rojšín), Rojau (Rájov), Sahorsch (Záhoří), Schöbersdorf (Šebanov), Subschitz (Zubčice), Teutschmannsdorf (Skláře), Tritesch (Střítež), Tweras (Sveraz), Unterbreitenstein (Dolní Třebonín), Welleschin (Velešín), Wettern (Větřní) und Zippendorf (Žestov).